# Ameerega pepperi
Espèce
Statut CITES
Ameerega pepperi est une espèce d'amphibiens de la famille des Dendrobatidae.

## Répartition
Cette espèce est endémique de la région de San Martin au Pérou. Elle se rencontre de 380 à 1 000 m d'altitude.

## Étymologie
Cette espèce est nommée en l'honneur de Mark Pepper.

## Publication originale
- Brown & Twomey, 2009 : Complicated histories: three new species of poison frogs of the genus Ameerega (Anura: Dendrobatidae) from north-central Peru. Zootaxa, no 2049, p. 1-38.